# Skålröksvamp
Skålröksvamp (Lycoperdon utriforme) är en svampart som beskrevs av Bull. 1791. Enligt Catalogue of Life ingår Skålröksvamp i släktet Lycoperdon,  och familjen Agaricaceae, men enligt Dyntaxa är tillhörigheten istället släktet Lycoperdon,  och familjen röksvampar. Arten är reproducerande i Sverige. Inga underarter finns listade i Catalogue of Life.

## Bygdemål
Allmänt kallas svampen kärringfis.